# Багажник (автомобіль)

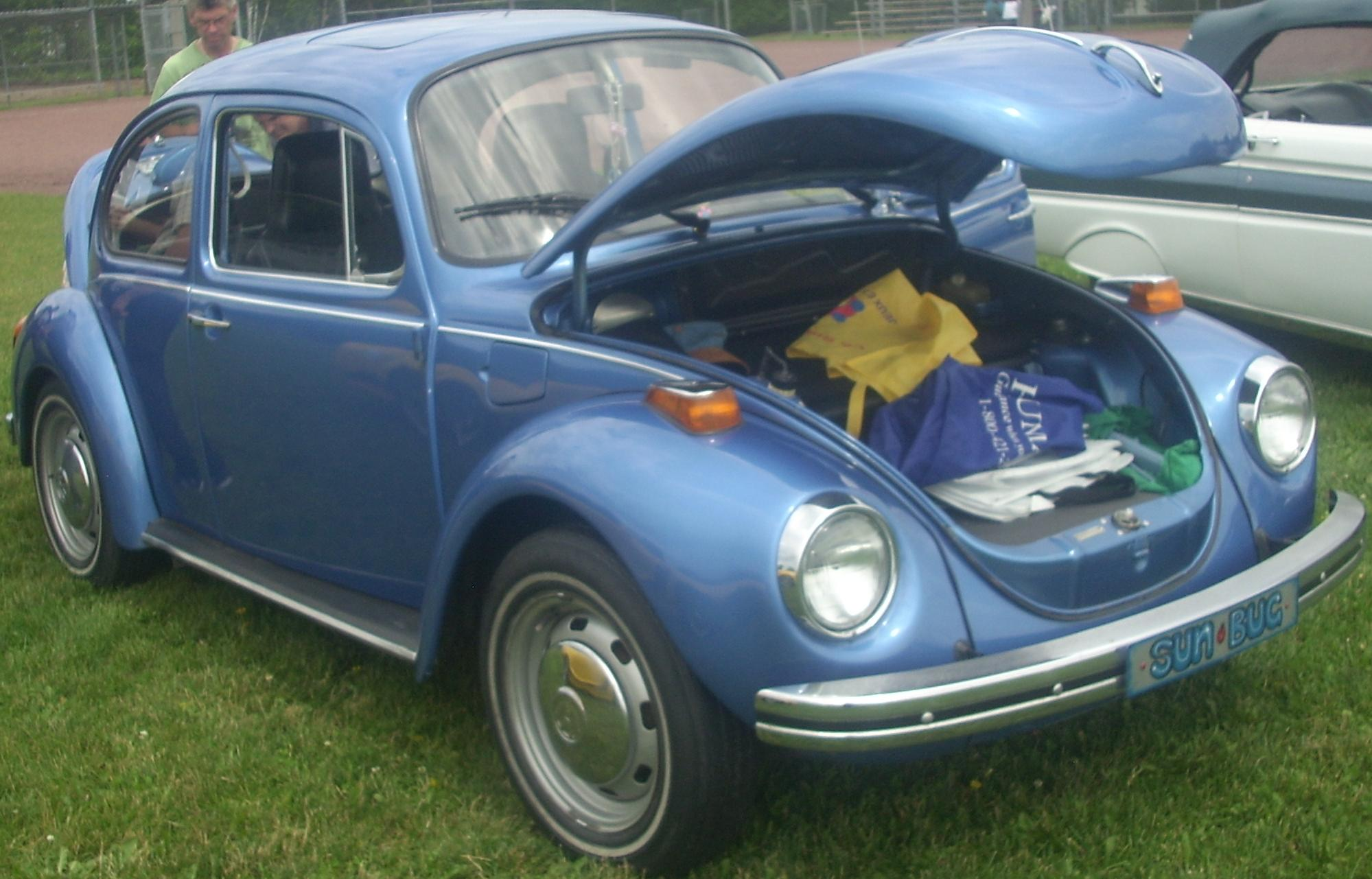
Переднє відділення для зберігання у Volkswagen Beetle

Багажник або багажне відділення — простір в автомобілі, що призначається для розміщення вантажу, запасного колеса та в деяких випадках паливного бака. Кришка багажника, як правило, навішується на двох завісах і фіксується у відкритому положенні замком.

## Історія
На перших «самохідних екіпажах» ХІХ століття, здатних здійснювати лише короткочасні прогулянкові та змагальні поїздки, багажник був відсутній.
З підвищенням надійності двигунів та автомобілів загалом, на початку XX століття зародився й автотуризм, що викликало необхідність перевезення багажу. За аналогією з кінними екіпажами використовували дві схеми перевезення багажу: валіза, що кріпилася мотузками та ременями зовні в задній частині кузова, або кріплення на даху закритих екіпажів.
Це позначилося на назві багажника — наприклад, в англомовних країнах його називають «boot», що перекладається саме як «валіза». У СРСР у тридцяті-сорокові роки також використовували термін «валіза» (зокрема, в документації до автомобіля «Перемога»), але пізніше він був витіснений словом «багажник».
Перший напрямок через проміжну стадію спеціальних відкидних ґрат, знімних кофрів і цілих гарнітурів «авточемоданів» призвело до появи на кузовах типу седан, лімузин і купе до кінця 30-х сучасного типу багажника, тобто, створенню класичного триоб'ємного типу до створення знімних багажників надахового розташування.

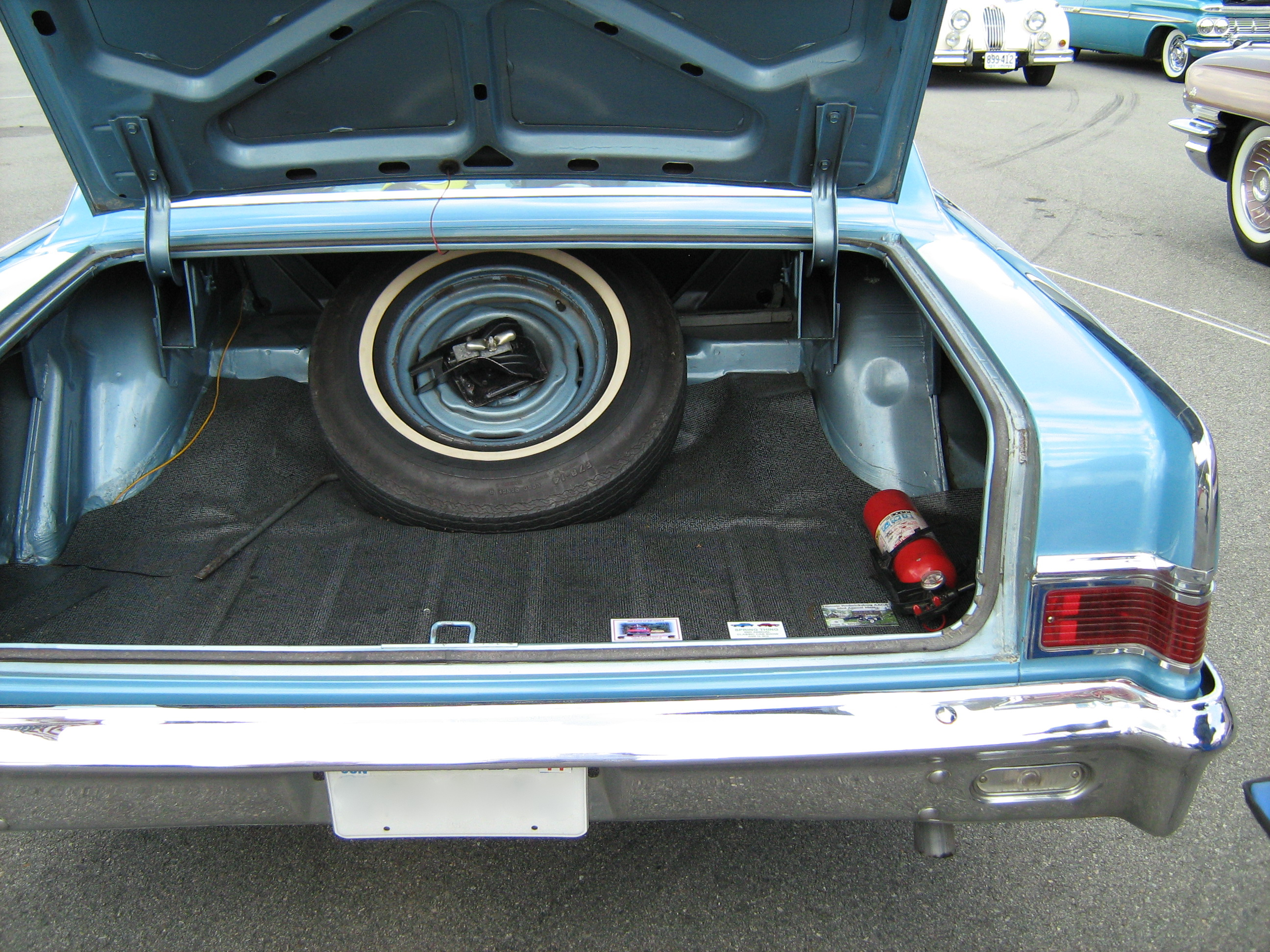
Багажник у задній частині часто містить запасне колесо

Наприкінці 20-х для доставлення багажу залізничних пасажирів зі станцій у готелі й назад було створено засклений кузов типу «стейшн-вегон», що став предтечею двооб'ємного кузова типу універсал.
У 1965 році з'явився попередник усіх сучасних хетчбеків — Renault R16.
На початку 80-х у зв'язку з підвищенням якості ущільнювачів дверей, а також створенням легкознімних сидінь популярність двох- та одноб'ємних кузовів значно зросла і зараз вони успішно конкурують із кузовами триоб'ємного типу, особливо у Західній Європі, наприклад, у Франції це основний тип кузова.

## Дизайни

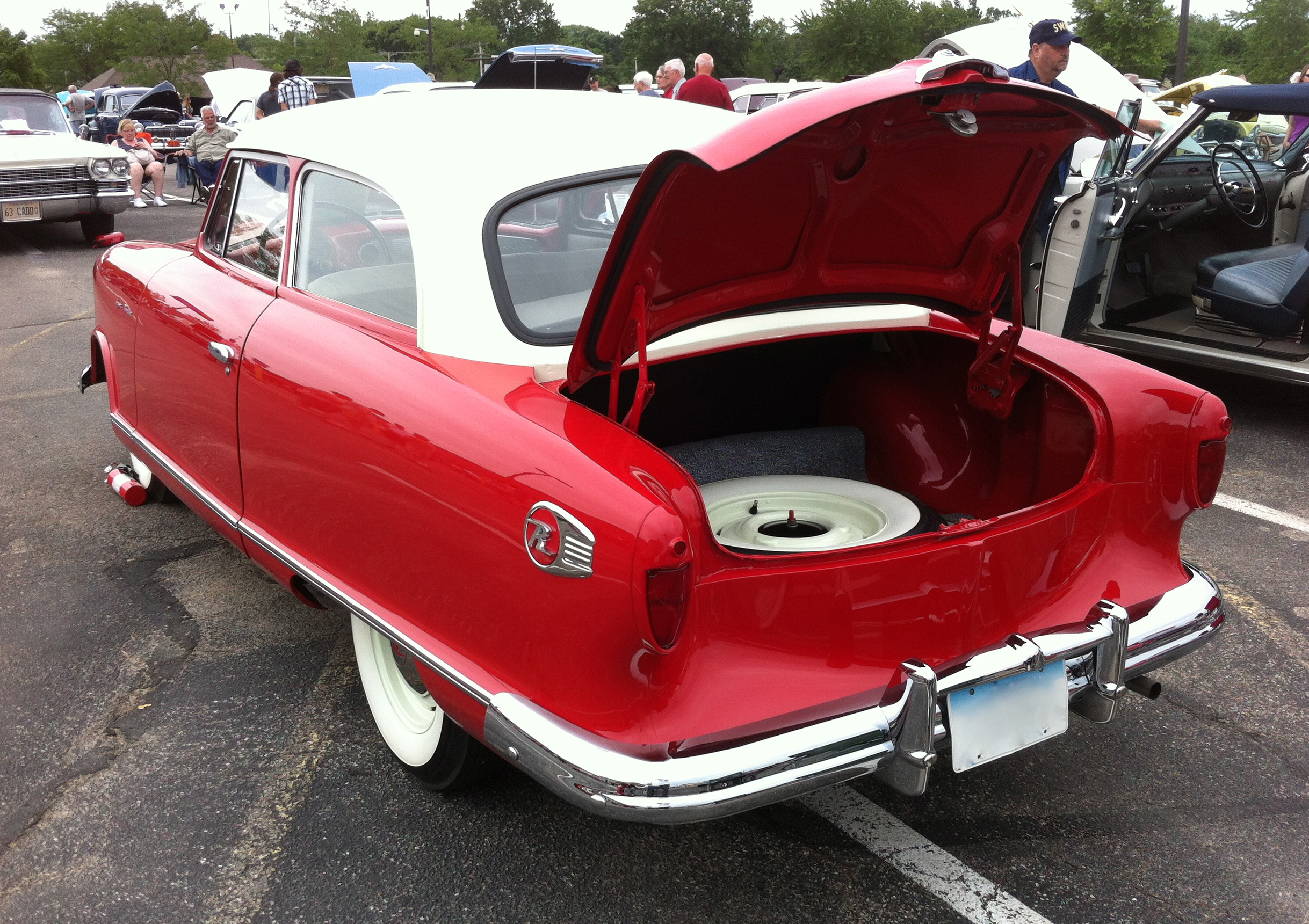
Відкрита кришка багажника у Hudson Rambler 1955 року

Багажник найчастіше знаходиться в задній частині автомобіля. Ранні конструкції мали зовнішню стійку на задній частині автомобіля для кріплення багажника. Пізніші конструкції інтегрували відсік для зберігання в кузов автомобіля і з часом стали більш обтічними. Основний відсік для зберігання зазвичай розташовується в кінці автомобіля, навпроти якого розташований двигун.
Деякі середньомоторні або електромобілі мають багажні відділення як спереду, так і ззаду. Наприклад Volkswagen Type 3, Porsche 914, Porsche Boxster та Toyota MR2. The mid-engined Fiat X1/9 із середнім двигуном також має два відсіки для зберігання речей, хоча заднє невелике, легкодоступне і практично кубоподібної форми.
Автомобілі з заднім двигуном, такі як Volkswagen Beetle або Porsche 911 мають багажник перед салоном.
Іноді протягом терміну служби автомобіля кришку можна змінити, щоб збільшити розмір або покращити практичність і корисність форми багажника. Приклади цього включають редизайн Beetle на «Super Beetle» 1970-х років і довоєнний і післявоєнний Citroën Traction Avant 1950-х років.